# Preisgleitklausel
Eine Preisgleitklausel ist eine Wertsicherungsklausel bei Zahlungsbedingungen, mit der sich z. B. der Lieferant das Recht vorbehält, bei Erhöhung seiner Selbstkosten den Preis einer Ware anzupassen (Leistungsvorbehalts- oder Kostenelementesklausel). 

## Allgemeines
Ähnlich wie bei Legierungszuschlägen wird der Einfluss der Preisvolatilität eines Teiles der im Lieferumfang vereinbarten Komponenten dadurch kompensiert, dass erlaubte Preisänderungen auch in der Vergütung reflektiert werden. Eine solche wird häufig dann vereinbart, wenn die Vertragsdauer sich über einen längeren Zeitraum erstreckt und es zu erwarten ist, dass die Kosten zur Herstellung des Produktes stark schwanken können, beispielsweise bei Bauprojekten. 
Spezifisch unterscheidet man zwischen Stoffpreisgleitklausel und Lohnpreisgleitklausel. Bei Stoffpreisgleitklauseln verändert sich der Preis aufgrund verändernder Rohstoffpreise (beispielsweise Stahl, Zement, Sand usw.) und bei Lohnpreisgleitklauseln aufgrund von veränderten Personalkosten.

## Allgemeine Preisgleitklausel
Üblicherweise werden für bestimmte Werke als Vergütung so genannte Einheitspreise oder Pauschalpreise vereinbart. In beiden Fällen können insbesondere erhebliche Änderungen bei den Kosten zu Lasten, aber auch zu Gunsten des Auftragnehmers gehen. Der Auftragnehmer trägt insofern das Kostenrisiko. Dieses Kostenrisiko kann der Auftragnehmer durch eine Stoffpreisgleitklausel auf den Auftraggeber (bzw. Unternehmer) abwälzen. Häufig wird daher zwischen Vertragspartnern die mögliche Preiserhöhung mittels einer Preisgleitformel festgelegt. Die allgemeine Preisgleitformel lautet:
{\displaystyle P_{1}=P_{0}*\left(a+b*{\frac {M_{1}}{M_{0}}}+c*{\frac {L_{1}}{L_{0}}}\right)}

Legende:
{\displaystyle P_{1}}: Preis am Tag der Lieferung

{\displaystyle P_{0}}: Preis am Tag des Vertragsabschlusses

{\displaystyle M_{1}}: Materialkosten am Tag der Lieferung

{\displaystyle M_{0}}: Materialkosten am Tag des Vertragsabschlusses/eines fixierten Preisbasistages

{\displaystyle L_{1}}: Lohnkosten am Tag der Lieferung

{\displaystyle L_{0}}: Lohnkosten am Tag des Vertragsabschlusses/eines fixierten Preisbasistages

a: prozentualer Anteil des Preises der unverändert bleibt

b: prozentualer Anteil des Preises der auf Material entfällt

c: prozentualer Anteil des Preises der auf Lohnkosten entfällt
Die Materialkostenposition kann sich hierbei durchaus auf mehrere Positionen aufsplitten, da verschiedene Rohstoffe verschieden stark in das Produkt einfließen und in unterschiedlichem Maße von Preiserhöhungen betroffen sein können.

## Regelwerke
Da Preisgleitklauseln inflationsfördernd wirken können, ist in Deutschland grundsätzlich die Verwendung von Preisgleitklauseln verboten (§ 1 Gesetz über das Verbot der Verwendung von Preisklauseln bei der Bestimmung von Geldschulden, sog. Preisklauselgesetz). Davon sieht das Gesetz aber gewisse Ausnahmen in §§ 2 ff. PrkG vor, die unterschiedlich geregelt werden können. Häufig finden Preisgleitklauseln in gewerblichen Mietverträgen Anwendung.
Das Bundesamt für Bauwesen und Raumordnung regelt die Preise für verschiedene Materialien durch Erlasse, die für die Bauverwaltungen der Länder gelten, so beispielsweise für Stahl. Die Gültigkeit dieser Erlasse ist begrenzt und wird Wirkung in Abhängigkeit von der Preisentwicklung verlängert. Das Bundesministerium für Verkehr, Bau und Stadtentwicklung legt im Vergabe- und Vertragshandbuch für Bauleistungen (VHB Bund) mit Formblättern und sachlichen Regularien die Verwendung von Stoffpreisgleitklauseln fest.

## Preisgleitklauseln in Österreich und der Schweiz
Der Begriff Preisgleitklausel ist in Österreich ungebräuchlich. Dort spricht man von "veränderlichen Preisen", die laut §2 Ziffer 26 lit. g BVergG und nach Abschnitt 3.16.7 ÖNORM A 2050 (2006) definiert werden als "der Preis, der bei Änderung vereinbarter Grundlagen unter bestimmten Voraussetzungen geändert werden kann". In der Schweiz wird die Preisgleitung nach der Norm SIA 118 "Allgemeine Bedingungen für Bauarbeiten" (vergleichbar mit dem deutschen VOB) geregelt.